# 심련수

심련수

심련수(沈連洙, 1918년 5월 20일 ~ 1945년 8월 8일)는 일제강점기의 시인, 교육자이며 조선인 반일(反日) 저항 시인의 한 사람이다. 니혼 대학 졸업 후 교육활동에 종사하였고, 1945년 룡정으로 귀향하던 길에 불심검문을 받던 중 살해되었다. 본관은 삼척으로, 아호는 청송(靑松)이다. 강원도 강릉 출신이다.

## 생애
청송 심련수는 1918년 5월 20일 조선 강원도 강릉군 난곡리 삼척 심씨 집성촌에서 아버지 심운택(沈雲澤)과 어머니 최정배의 3남 2녀중 장남으로 출생하였다. 그의 할아버지 심대규(沈大奎)는 명주군의 유학자였고, 그의 숙부 심우택(沈友澤)은 홍범도 등과 함께 의병 활동에 가담하였다.
그러나 그의 가족은 소작농으로 생계를 영위했고, 자투라기 땅은 척박하여 소작료를 내고 나면 생계를 영위하기에는 부족하여 가족의 생계를 위해 조모와 모친은 밤낮으로 길쌈을 하였다. 조부는 1925년 가족을 이끌고 로씨야 울라지보스토크로 이주했고, 숙부 심우택은 이때 홍범도 등과 함께 항일 의병에 가담하였다.
1931년 로씨야 원수 이오시프 스탈린은 1차 5개년 경제계획을 집행하면서 조선인들을 먼 내지로 집단 이주하게 되면서 그의 가족은 9.18사건을 전후하여 다시 만주로 내려와 중국 흑룡강성 녕안현 신안진 공제촌(共濟村)으로 이주하였다. 신안진에 2년 반 남짓 있을 때 심련수는 사회주의 이념을 접하고 당시 북만지구 조선인협회 회장이며 항일투사로 그 지역에서 명망이 높은 김수산(金洙山)의 문하생으로 사회주의 사상을 교육받았다. 그 후 심씨 일가는 다시 길림성 룡정시(당시 만주국 간도성 연길현 경화촌 길안툰)으로 이사하여 정착하였다.
룡정에서 유년시절을 보내고 소학교를 졸업한 그는 1937년에 동흥중학교에 입학하여 1940년 12월 6일에 졸업하였다. 동흥중학교 재학 중 그는 문학에서 그 재능을 보여 문예반장으로 활동하면서 만선일보에 “대지의 봄”, “여창의 밤”등 5편의 시-소설을 게재했다. 동흥중학 재학시 학교 교무주임인 장하일(張河一)의 부인이며 "인간문제"를 쓴 사회주의적 사실주의 작가 강경애(姜敬愛)와 교유하기도 했다고 한다.
심련수는“나는 문인이 부럽다. 문인들은 자기가 하고 싶은 말을 글로써 나타낼 수 있으니 얼마나 행복하랴.”라고 일기문에 적으면서 어려운 형편 속에서도 소설과 시, 그리고 잡지와 영화를 무척 즐기며 문학에 대한 꿈을 키웠다.
졸업후 심련수의 집안은 무척 가난하여 생업이 곤란하였으나, 그의 가족은 심련수를 도일시켜 유학하게 했다. 부친 심운택은 굶어죽는한이 있더라도 공부는 끝까지 시키겠으니 걱정 말고 일본으로 가서 청운의 뜻을 펴라고 아들을 격려하였다. 동생들도 자기네가 뒤를 섬길테니 꼭 일본으로 유학을 가라고 형님의 등을 떠밀었다. 가족의 후원으로 심련수는 1941년에 일본 유학의 길에 올라 일본 니혼대학 예술학원 문예창작과에 입학하게 되었다.
1943년 심련수는 서둘러 룡정으로 귀향했다. 원래는 3년제였던 예술대를 태평양 전쟁 시국과 동원령 때문에 학제를 2년 6개월로 줄여서 조기 졸업하게 되었다. 1943년 학도병 징집령이 떨어지자 그는 징집을 피해 은신하며 흑룡강성 영안현, 신안진, 진성, 강남촌 등지로 이동하였다. 이동 기간 중 그는 흑룡강성 영안현, 신안진, 진성, 강남촌 소학교 교사를 지냈다. 신안진 진성국민학교에서 교도주임 겸 6학년 담임교원을 지내던 시기 학생들에게 반일 사상을 깨우쳐 준 것이 죄가 되어 두 차례 구속되기도 하였다.
석방 후 1945년 2월 고향에 돌아왔다가 집안의 주선으로 백보배라는 22세의 처녀와 결혼한 뒤 다시 신안진으로 돌아갔다. 7월 경 그는 일본의 패망을 예상하고 패전 직전의 혼란기를 틈타 다섯명의 조선인들과 함께 도보로 국경을 넘어 룡정으로 되돌아가다 8월 8일 왕청현(汪淸縣) 춘양역(春陽鎭) 근처에서 일본군의 불신 검문을 받던 중 피살되었다. 그때 그의 나이 27세였다.
그의 피살 소식을 접한 심련수의 아버지가 달구지를 몰고 현장에 가자 그는 트렁크 가방 고리를 잡은채 풀밭에 쓰러져 있었다 한다. 트렁크가방과 시체를 같이 싣고 와 트렁크 가방을 열어보니 그속에는 일기책과 시, 편지들도 가득했다고 한다. 현재 전해지는 원고는 대부분 그때 그가 들고있던 트렁크 가방 안에서 발견된 것들이라고 한다.

### 사후
1946년 3월 시인의 시신이 수습되어 룡정 외곽의 토기동 선영에 매장되었다. 심련수가 요절한 뒤 얼마 안 되어 유복자 심상룡(相龍)이 태어났다. 심상룡은 1966년 문화대혁명때 조선으로 이주, 현재 교포총국에서 중국 교포를 담당하고 있는 것으로 전해진다.
그의 남동생 심학수(學洙)는 흑룡강성 벌리현으로 가서 김일성의 이종사촌 항일투사 박관순과 친해져 후에 동서지간이 되었으며 큰누나는 학생 때 글짓기 대회에서 항상 1등을 했고 막내동생 해수(海洙)는 해방 후 연변에서 문인으로 등단, 연변작가협회 회원을 지내기도 했다.
문화대혁명 무렵 그의 가족은 일본특무에 부역한 가정으로 치부되어 큰 곤혹을 치르기도 했다. 이 무렵 동생 심호수는 반란파들에게 물매를 당하면서도 비닐에 꽁꽁싸서 항아리속에 넣은후 땅속 깊이 파묻은 형의 귀중한 옥고를 내놓지 않았다. 그가 영면한 후 55년이 지난 뒤, 2000년 그의 동생 심호수가 항아리 속에 간직해 땅속에 파묻어 보관했던 심련수의 시와 작품 편지 등의 유작을 공개했다.

## 평가
이렇게 어렵사리 보존해온 그의 작품이 비로소 연변 사회과학원의 “문학과 예술” 잡지에 실리자 학계는 흥분했다. 일제 강점기 “엄청난 력사적 격변과 부담감이 주는 충격을 미학적인 위안으로 치유해”낸 그의 글들은 가히 “저항문학”의 역사를 새로 쓰게 하는 사건으로 평가된다. 오늘날 연변과 한국의 학계는 그를 동시대를 호흡한 윤동주, 송몽규 등과 함께 저항시인의 한사람으로 기록하고 있다.
연변에서는 “심련수 문학작품연구소”가 세워져 그의 작품 전반에 대한 조명이 이루어지고 있으며, 2000년대 후반 이후 한국 학계에서도 그에 대한 연구가 시작되고 있다.

## 작품
시적으로는 시인 이은상의 영향을 받았다고 한다. 심련수는 동흥중학시절부터 시를 썼다. 심련수의 유작은 시를 비롯해 소설, 수필, 평론 등 312편에 이른다. 이밖에 그가 창작 공부를 위해 베껴 쓴 창가노트 1권, 미술 습작을 한 노트가 더 있다. 편지 200여통과 일기, 기행문도 남아 일제 당시 생활상 연구에도 귀중한 자료가 되고 있다.

### 작품성
“룡정이 낳은 또 한명의 시인 심련수, 그의 이름과 청춘의 뜨거운 피로 쓴 주옥같은 시편들은 윤동주와 마찬가지로 이제 우리 민족의 마음속에 깊이 자리 잡을것”이라는 평가가 있다. 중앙대학교 교수 이명재는 그의 작품들은 “미학적 특성과 문학사적 의미에서 분석할 때 실로 식민지시대 항일문학의 전형”으로서 “그 시대 민족이 품고 있던 본원적인 기대와 갈망, 고향에 대한 자연회귀의식 등 다양한 정서가 표출”이라 평가하였다. 관동대학교 교수 엄창섭은 “일제 강점기 그만의 빛나는 서정은 새로운 시의 지평을 열어주었다”고 평가하였다.

### 세계관
시 “소년아 봄은 오려니”에서 그는 조선총독부 치하의 좌절과 어둠 속에서도 봄(해방)을 기다리는 의지를 은유했으며 “고집”에서는 친일파들의 아부에 풍자를 가하기도 했다.

## 가족 관계
- 할아버지 : 심집규(沈執圭)
  - 숙부 : 심우택(沈雨鐸)
- 아버지 : 심운택(沈雲鐸)
- 어머니 : 최정배
  - 남동생 : 심학수(沈學洙)
  - 제수 : 항일투사 박관순[2]의 처제,
  - 남동생 : 심해수(沈海洙, 문인·작가, 연변작가협회 회원)
- 부인 : 백보배
  - 아들 : 심상룡(沈相龍, 1945년 - , 북한 교포총국 근무)

## 같이 보기
| - 윤동주 - 송몽규 - 이은상 - 김소월 - 김영랑 - 문익환 - 박종화 - 송진우 - 윤영춘 - 정지용 | - 강원룡 - 김성수 - 김일성 - 박관순 - 서정갑 - 선우휘 - 전숙희 |

## 관련 서적
- 엄창섭, 《심련수의 시문학 탐색》 (제이콤씨, 2009)[쪽 번호 필요]